# Ференц Махош
Ференц Махош (мађ. Machos Ferenc, Татабања, 30. јун 1932 — Будимпешта, 3. децембар 2006), био је мађарски фудбалер, репрезентативац. Играо је за Мађарску на Светском првенству у фудбалу 1954. године. Играо је за Будимпешта Хонвед.

## Каријера
Његови играчки клубови су били: Татабања, Сегедин, Хонвед, Вашаш (постигао је по 59 голова у два клуба, у Хонведу на 95 утакмица а у Вашашу на 105 утакмица). Као играч, два пута је освојио првенство са Хонведом 1954. и 1955. године. Године 1955. постао је најбољи стрелац првенства, када је делио титулу са са Цибором. Са Вашашом је освојио три првенства 1961, 1962. и 1965. године.

## Репрезентација
Био је репрезентативац Мађарске 29 пута и постигао 13 голова у репрезентацији.

## Тренер
После завршетка играчке каријере био је и тренер Вашаша. Између 1969. и 1970. био је менаџер мађарске омладинске репрезентације.

## Успеси
- Мађарско првенство
  - шампион: 1954., 1955., 1961, 1962. и 1965.
  - најбољи стрелац првенства: 1955. (20. голова)
- Мађарски куп
  - финале: 1955.
- Митропа куп
  - победник: 1962., 1965.
- Заслужни спортиста Мађарске (1955)[2]